# Helmhornvogel

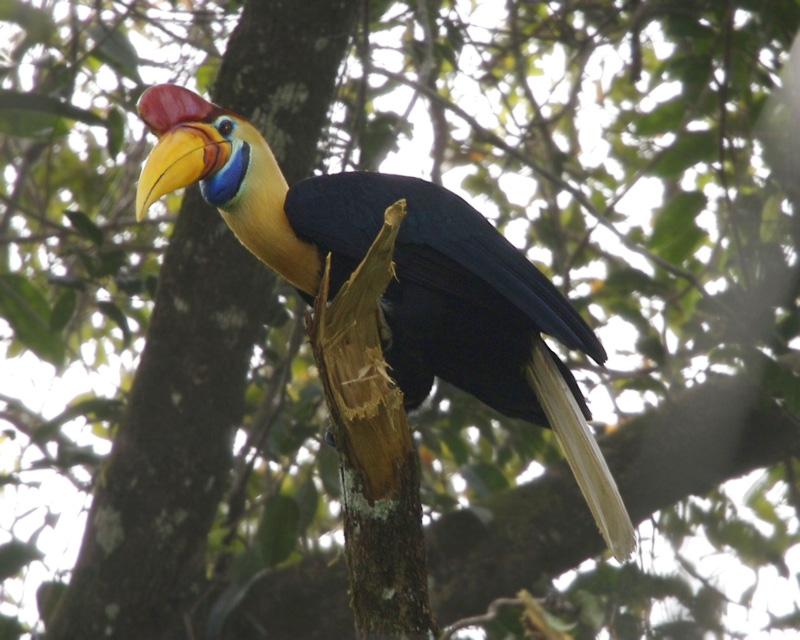
Helmhornvogel, Tangkoko, Sulawesi

Der Helmhornvogel (Rhyticeros cassidix) ist eine Vogelart aus der Familie der Nashornvögel, die auf Buton, Sulawesi, den Togianinseln, Muna und Lembeh endemisch sind. Wie für Nashornvögel typisch, ist der Helmhornvogel ein Höhlenbrüter. Das Weibchen mauert sich in der Bruthöhle bis auf einen schmalen Spalt ein und verbringt in dieser Bruthöhle gelegentlich über drei Monate. Sie und später der Jungvogel werden von dem Männchen mit Nahrung versorgt.
Die Bestandssituation des Helmhornvogels wurde 2016 in der Roten Liste gefährdeter Arten der IUCN als „Near Threatened (NT)“ = „potentiell gefährdet“ eingestuft.

## Erscheinungsbild
Der Helmhornvogel erreicht eine Körperlänge zwischen 70 und 80 Zentimeter. Auf den Schwanz entfallen beim Männchen durchschnittlich 26,4 Zentimeter, der Schwanz des Weibchens ist mit 19,7 Zentimeter deutlich kleiner. Der Geschlechtsdimorphismus ist bei dieser Art kaum ausgeprägt.

### Merkmale des Männchens
Der Scheitel und der Hinterkopf sind rotbraun, das Gesicht und der Hals ist blass rotbraun bis cremefarben. Das Körpergefieder und die Flügel sind schwarz, das Gefieder auf der Oberseite hat einen metallisch grünen Schimmer. Der Schwanz ist weiß.
Der Schnabel ist gelb mit orange-braunen Querriefen und einem rotbraunen helmähnlichen Schnabelaufsatz. Der unbefiederte Augenring ist blassblau. Der nackte große Kehlfleck ist dunkelblau mit einem schwarzen Band im unteren Bereich. Unterhalb des schwarzen Bands ist der Kehlfleck türkisfarben. Die Augen sind orange bis rot, die Beine und die Füße sind schwarz.

### Merkmale des Weibchens und der Jungvögel
Die adulten Weibchen haben ein Körpergefieder, das dem der Männchen weitgehend gleicht. Sie sind jedoch kleiner und haben einen kleineren Hornaufsatz am Schnabel. Der Hals und der Nacken sind gänzlich schwarz. Das schwarze Band auf dem unbefiederten Kehlsack ist weniger ausgeprägt. Die Augen sind braun bis orange.
Bei den Jungvögeln zeigen beide Geschlechter zunächst ein Körpergefieder, das dem Weibchen gleicht. Das Schnabelhorn ist noch nicht entwickelt. Die Augen sind dunkelbraun mit einem gelben Ring um die Iris.

## Verbreitungsgebiet und Lebensraum

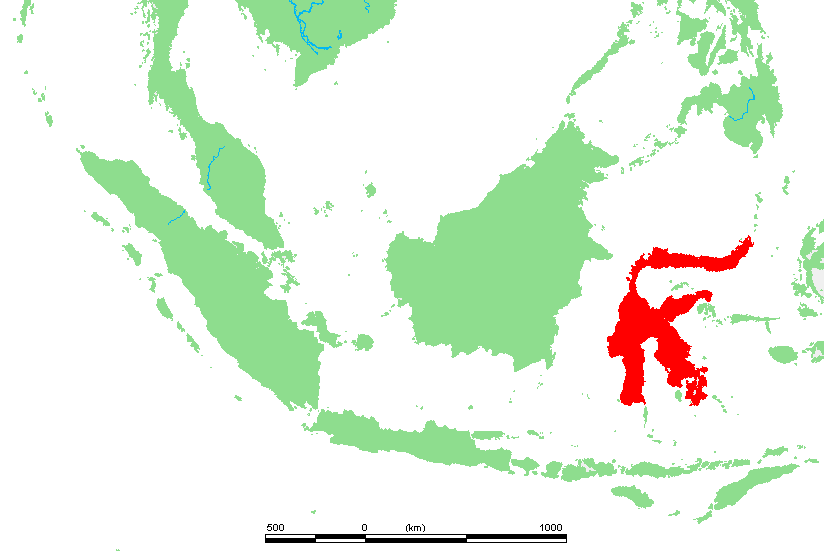
Sulawesi

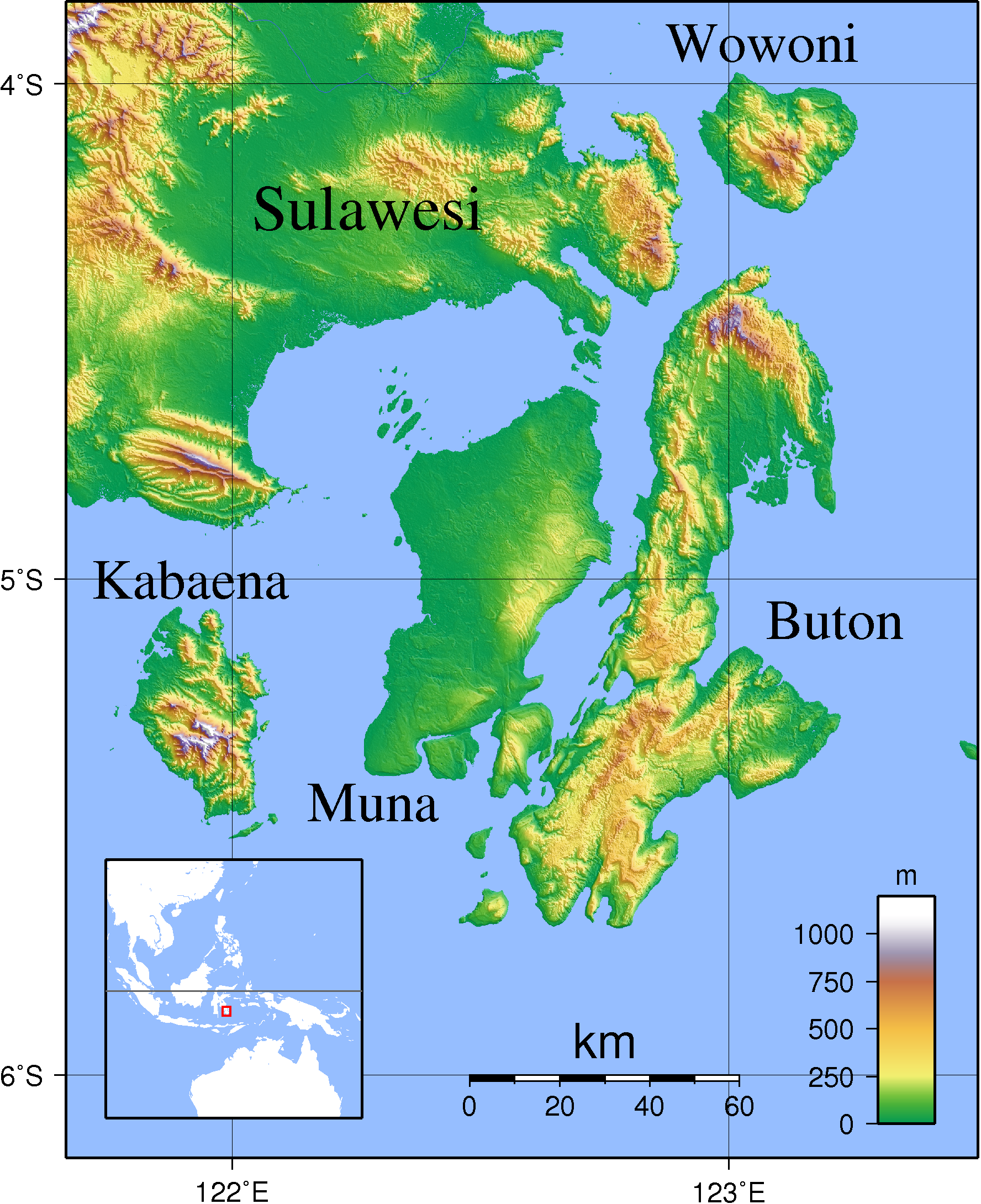
Die Inseln Buton und Muna vor Sulawesi

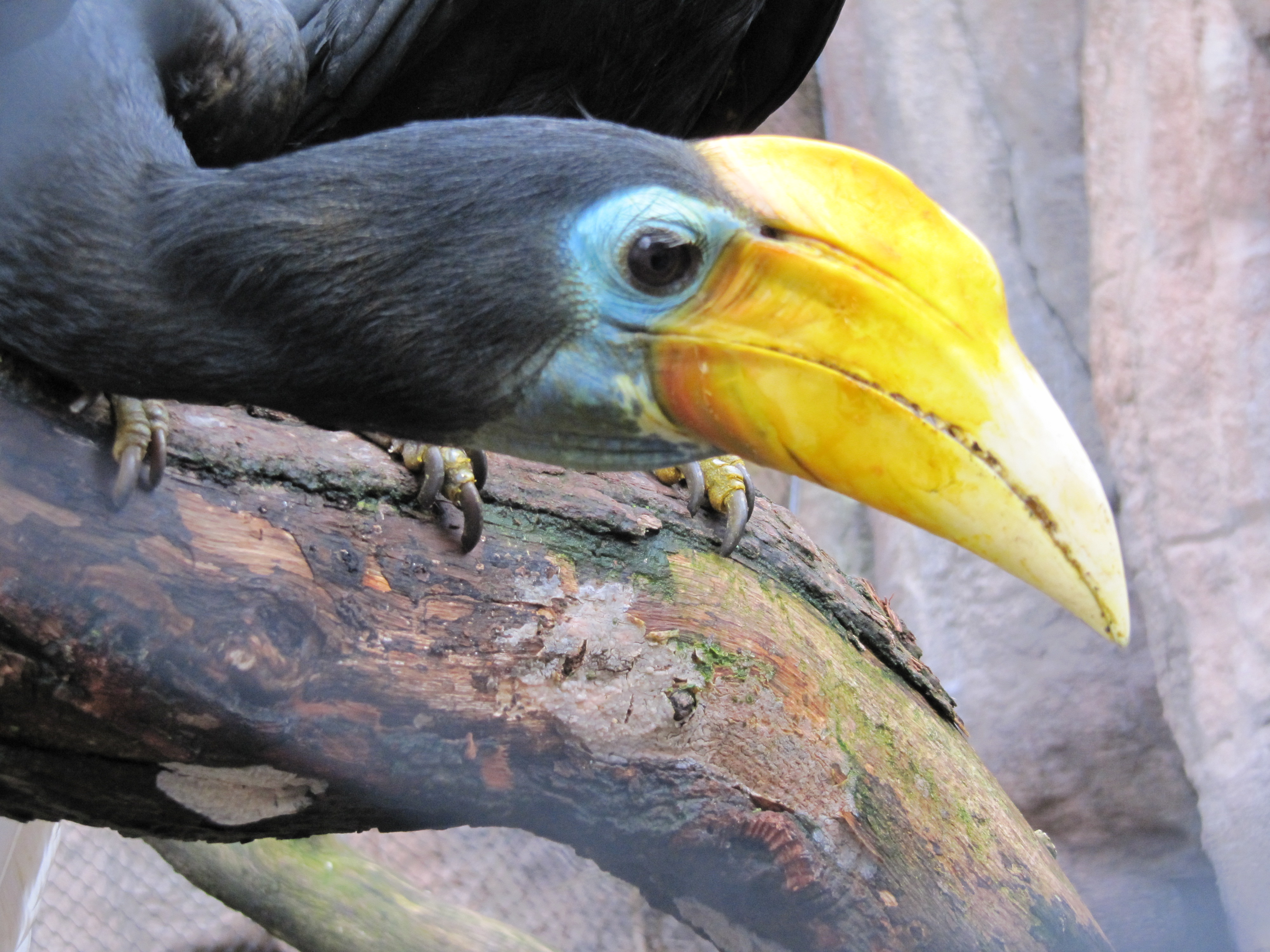
Kopf eines weiblichen Helmhornvogels

Der Helmhornvogel kommt auf der indonesischen Insel Sulawesi sowie den an Sulawesi angrenzenden Inseln Lembeh, Togianinseln, Buton und Muna vor. In seinem Verbreitungsgebiet kommt mit dem Sulawesi-Hornvogel nur eine weitere Nashornvogelart vor. Die beiden Arten sind miteinander kaum zu verwechseln: Der Sulawesi-Hornvogel ist deutlich kleiner. Jungvögel und Männchen haben rotbraunen Kopf und einen cremefarbenen Hals, während bei den adulten Weibchen diese Körperteile schwarz gefiedert sind.
Der Helmhornvogel besiedelt in seinem Lebensraum hochgewachsene immergrüne Wälder. Während der Nahrungssuche hält er sich gelegentlich auch außerhalb von Waldgebieten auf, beispielsweise wenn er einzelne Feigenbäume oder Plantagen aufsucht.
Der Helmhornvogel kommt in den Tiefebenen und den Bergwäldern der Vorgebirge häufig vor. Seine Höhenverbreitung reicht bis 1800 Höhenmetern, allerdings ist er in diesen Höhen selten. Die höchsten Populationsdichten finden sich dort, wo es ein reichliches Nahrungsangebot gibt.

## Lebensweise und Nahrung
Während der Fortpflanzungszeit lebt der Helmhornvogel paarweise. Außerhalb der Fortpflanzungszeit kommt es jedoch gelegentlich von Bildung von Trupps, die bis zu 50 Individuen umfassen. Diese setzen sich aus adulten Helmhornvögel beider Geschlechter sowie Jungvögel zusammen.
Der Helmhornvogel ist überwiegend ein Fruchtfresser. Feigen spielen in seiner Ernährung wie bei vielen anderen Nashornvögeln eine große Rolle. Sie machen im Schnitt 69 Prozent der Nahrungsbestandteile aus, die an die Bruthöhle getragen werden. In Einzelfällen macht der Anteil, den Feigen an der Ernährung haben, sogar 94 Prozent aus. Unter den Nashornvögeln gehört er aus diesem Grund zu den Arten, bei denen Früchte in der Ernährung eine besonders große Rolle spielen. Daneben nimmt der Helmhornvogel aber auch animalische Kost zu sich; in seinen Exkrementen wurden Reste diverser Insekten gefunden und er räubert vermutlich auch die Nester des Schmalschnabelstars.

## Fortpflanzung
Helmhornvögel sind nach jetzigem Erkenntnisstand nicht territorial. Darauf weist hin, dass in geeigneten Lebensräumen durchschnittlich 9,5 aktive Bruthöhlen je Quadratkilometer gefunden werden.
Die Fortpflanzungszeit beginnt damit, dass das Weibchen zunehmend damit beginnt, Baumhöhlen zu inspizieren. Balzfüttern und gegenseitige Gefiederpflege der beiden Partnervögel gehört ebenfalls zu den Handlungen, die zu Beginn der Fortpflanzungszeit regelmäßig zu beobachten sind.
Die Bruthöhle befindet sich in der Regel zwischen 13 und 42 Meter über dem Erdboden. Als Bruthöhle genutzt werden dafür natürliche Baumhöhlen in Bäumen mit einem Durchmesser von durchschnittlichen 115 Zentimeter. Bei den untersuchten Nestern waren die Bruthöhlen im Schnitt 81 Zentimeter hoch. Die Bruthöhlen werden gewöhnlich mehrere Jahre genutzt.
Der Eingang der Bruthöhle wird vom Weibchen bis auf einen schmalen Spalt verschmälert. Es nutzt dabei ihre eigenen Exkremente. Das Weibchen verlässt in der Regel 24 bis 32 Tage vor dem Jungvogel die Bruthöhle und versorgt dann gemeinsam mit dem Männchen den Jungvogel.

## Helmhornvogel und Mensch
In einigen Regionen von Sulawesi werden der Schädel und das Horn als Schmuck traditioneller Trachten getragen. Helmhornvögel werden außerdem zu Nahrungszwecken gejagt und häufig auch als Haustier gehalten. Dort, wo er nicht gejagt wird, kann er zutraulich werden und sucht auch menschliche Siedlungen auf, um dort in den fruchttragenden Bäumen zu fressen.
Der Helmhornvogel ist außerdem der offizielle Vogel der indonesischen Provinz Sulawesi Selatan.

## Einzelbelege
1. ↑  
Rhyticeros cassidix in der Roten Liste gefährdeter Arten der IUCN 2016. Eingestellt von: BirdLife International, 2016. Abgerufen am 3. Oktober 2017.
2. 1 2 3  Kemp: The Hornbills - Bucerotiformes. S. 216.
3. 1 2 3  Kemp: The Hornbills - Bucerotiformes. S. 217.